# Beltex
Le Beltex, ou Texel Belge, est une race ovine originaire de Belgique, ce qui lui vaut son nom Bel-tex pour Texel Belge. Le Beltex se distingue du Texel Français ou du Texel Anglais par un développement musculaire supérieur. La qualité viandeuse est le premier critère de sélection.

## Reconnaissance
En Belgique, les livres généalogiques du Texel Français et du Texel Belge sont séparés. Les deux races sont considérées comme différentes. De la même façon, au Royaume-Uni, il existe deux livres généalogiques distincts pour le British Texel et le Beltex.

## Caractéristiques physiques de la race
- La tête : La tête est généralement blanche mais peut être noire, bleue, marron ou tachée. La couleur n'a aucune influence sur la qualité. Le front est court et épais.
- L'encolure : L'encolure est courte et épaisse.
- Le corps : Très musclé au niveau de l'épaule, un dos large et un corps long et rond.
- Le gigot : La caractéristique distinctive du mouton Beltex est son arrière-train à double musculature, son bassin en pente, profond et bien charnu, sa queue basse et bien dressée. Le développement (excessif) de l'arrière-train par rapport à la ligne des épaules donne une forme d'angle.
- Les membres : Un mouton doit être mobile et capable de se déplacer seul et naturellement. Les membres doivent être droits et solides. Ils sont généralement blancs mais la couleur n'a pas d'importance. La structure osseuse est fine et les pieds bien serrés.
- La toison : Serée, dense et de longueur moyenne, donne une bonne toison protextrice pour l'agneau. Une toison moyennement à bien serrée est tolérée.
- Les os : Des os fins sont requis.
- Les dents : les dents sont notées entre 1 et 5, 1 est la limite inférieure et 5 la limite supérieure, 3 étant parfait. Seuls les animaux entre 2 et 4 sont acceptés dans le livre généalogique Beltex du Royaume-Uni[2].

## Diffusion
Depuis le début des années 1980 la race Beltex est principalement exportée au Royaume-Uni où seuls les animaux nés en Belgique ou d'ascendances belges peuvent être inscrits au livre généalogique. 
Pour ses qualités viandeuses, le beltex est également utilisé en croisement pour l'amélioration des races locales,ou en croisement terminal en France, Allemagne, Roumanie, République tchèque, Estonie, Espagne, Italie et Danemark.